# Liste der Kulturdenkmäler in Niederhausen an der Appel
In der Liste der Kulturdenkmäler in Niederhausen an der Appel sind alle Kulturdenkmäler der rheinland-pfälzischen Ortsgemeinde Niederhausen an der Appel aufgeführt. Grundlage ist die Denkmalliste des Landes Rheinland-Pfalz (Stand: 27. November 2018).

## Denkmalzonen
| Bezeichnung          | Lage                                   | Baujahr                           | Beschreibung | Bild |
| -------------------- | -------------------------------------- | --------------------------------- | --- | ---- |
| Denkmalzone Ortskern | Schulstraße 10, 13–23, Elscht 1–2 Lage | erste Hälfte des 18. Jahrhunderts | geschlossenes dörfliches Ortsbild mit unterschiedlichen Hofanlagen mit Fachwerkhäusern der ersten Hälfte des 18. Jahrhunderts und Putzbauten des 19. Jahrhunderts, ortsbildprägend das Schulhaus (um 1840) | BW   |

## Einzeldenkmäler
| Bezeichnung                | Lage                    | Baujahr       | Beschreibung | Bild |
| -------------------------- | ----------------------- | ------------- | --- | ---- |
| Protestantisches Pfarrhaus | Hauptstraße 35 Lage     | 1894          | ehemaliges protestantisches Pfarrhaus; eineinhalbgeschossiger historistischer Sandsteinquaderbau, 1894, Architekt Jacob Hoerner, Kirchheimbolanden; ortsbildprägend | BW   |
| Protestantische Kirche     | Homberg 2 Lage          | um 1600       | nachgotischer Saalbau, um 1600, barocke Überformung im 18. Jahrhundert; ortsbildprägend                                                                             | BW   |
| Kriegerdenkmal             | Homberg, bei Nr. 2 Lage | 1921          | Kriegerdenkmal 1914/18 von 1921, Werkstatt Leo Wenzel, Bad Kreuznach, nach 1945 erweitert                                                                           | BW   |
| Friedhof                   | Schulstraße Lage        | 1890 bis 1950 | Friedhof 1860 angelegt, 1904 und nach 1960 erweitert, Grabstelen von 1890 bis 1950                                                                                  | BW   |
| Brücke                     | Schulstraße Lage        | 1871          | Brücke über den Appelbach; einbogige Sandsteinquaderkonstruktion, bezeichnet 1871                                                                                   | BW   |
| Hofanlage                  | Schulstraße 21 Lage     | 1725          | stattliches Wohnstallhaus, teilweise Fachwerk (verputzt), bezeichnet 1725, Scheune, teilweise Fachwerk, Hofmauer, Wappenstein, bezeichnet 1733                      | BW   |